# Venus (1783)
Venus (w służbie rosyjskiej "Венус", "Wienus") – szwedzka fregata z końca XVIII wieku, zdobyta przez Rosjan 21 maja?/1 czerwca 1789 i wcielona do Floty Bałtyckiej Imperium Rosyjskiego. Pozostawała w aktywnej służbie do 1807 roku.

## Historia
Fregata "Venus" została zbudowana pod kierownictwem wybitnego szwedzkiego konstruktora Frederika Henrika af Chapmana. Zwodowano ją 19 lipca 1783 roku. Podczas wojny rosyjsko-szwedzkiej została 1 czerwca 1789 roku zaatakowana i zdobyta w Christiansfjordzie przez załogę rosyjskiego 24-działowego kutra "Mierkurij", dowodzoną przez Roberta Crowna, Szkota w służbie imperialnej.
Po niezbędnym remoncie, okręt wszedł pod niezmienioną, jedynie zrusyfikowaną nazwą w skład Floty Bałtyckiej, dowodzony przez swojego zdobywcę. Uczestniczył w bitwach pod Rewlem 2 maja?/13 maja i pod Wyborgiem 23 czerwca?/4 lipca 1790 roku. W tej ostatniej jego załoga po pojedynku artyleryjskim i abordażu zdobyła okręt liniowy "Rättvisan". Po zakończeniu wojny ze Szwecją fregata, której jakość wykonania przewyższała okręty budowane w Rosji, została poddana remontowi i przezbrojeniu, zaś jej linie teoretyczne były wykorzystane przy projektowaniu nowych jednostek tej klasy dla floty imperialnej.
Podczas wojny IV koalicji antyfrancuskiej "Wienus" weszła w skład eskadry rosyjskiej, wysłanej z Bałtyku na Morze Śródziemne, która, po połączeniu z okrętami Floty Czarnomorskiej, dowodzona przez wiceadmirała Dmirtija Sieniawina wzięła w 1806 roku udział w blokadzie Raguzy i desantach na Wyspy Jońskie. Pod koniec roku, w związku z wojną z Turcją, większość sił admirała Sieniawina, w tym "Wienus", przepłynęła w rejon Dardaneli. Przeprowadzona przez Rosjan w marcu 1807 roku operacja zajęcia wyspy Tenedos dała im oparcie w stałej bazie i możliwość długotrwałej blokady cieśniny. Sytuacja w regionie zmieniła się pod koniec 1807 roku, kiedy w wyniku brytyjskiej inwazji na Danię, car Aleksander I wypowiedział wojnę Wielkiej Brytanii.
W tym czasie "Wienus" była remontowana w Palermo na Sycylii. W grudniu 1807 roku, pomimo formalnej neutralności Królestwa Sycylii w tym konflikcie, port został zablokowany przez eskadrę brytyjskiej Floty Śródziemnomorskiej, zaś jej dowódca zażądał wydania rosyjskiej fregaty. Aby uniknąć przejęcia okrętu został on fikcyjnie sprzedany flocie sycylijskiej, z zastrzeżeniem powrotu pod rosyjską banderę po zakończeniu wojny. Załoga została przewieziona do Triestu, skąd powróciła do Rosji. Fregata zaś, z uwagi na jej zły stan techniczny po kilku latach pozostawania bez opieki, nie była więcej wykorzystywana i jej dalsze losy są nieznane.